# 경 (성씨)
경(慶, 景, 耿, 京)씨는 중국과 한국의 성씨이다.

## 경사 경 慶
경(慶)씨는 2015년 대한민국 통계청 인구주택총조사에서 13,012명으로 조사되어 한국 성씨 인구 103위이다. 본관은 청주(淸州) 단본이다.
청주 경씨(淸州 慶氏)의 시조 경진(慶珍)이 고려 명종 때 서경(西京)에서 반란을 일으킨 조위총(趙位寵)의 세력을 평정하는 데 공을 세워서 중서시랑평장사(中書侍郞平章事)가 되었다. 경진의 아들 경대승(慶大升)은 1179년 무신 정권 때 정중부를 살해하고 정권을 장악했다.
이후 세계가 실전되어 고려 고종 때 호부상서를 지낸 경번(慶蕃)을 1세조로 하고 있다. 경번의 손자 경사만(慶斯萬)이 충숙왕비 명덕태후(明德太后)의 조카딸과 혼인하여 우대언(右代言)이 되었다. 
경사만의 아들 경복흥(慶復興)은 고려 공민왕 때 문하시중(門下侍中)을 역임하였고, 청원부원군(淸原府院君)에 봉해졌다. 
경복흥의 장자 경보(慶補)가 조선 개국공신에 책봉되어 찬성사(贊成事)에 이르렀고, 차자 경의(慶儀)는 회군공신(回軍功臣)에 녹훈되고 서북면병마도절제사(西北面兵馬都節制使)로 평양윤(平壤尹)을 겸하였다.

## 햇볕 경 景
경(景)씨는 중국 진양(晋陽)의 초(楚)나라 공족(公族)에 연원(淵源)을 두고 있다. 경여송(景汝松)이 은(殷)나라 기자(箕子)를 호종(扈從)하여 조선에 동래(東來)하여 평양(平壤)에 정착하였다고 한다.
경(景)씨는 2015년 대한민국 통계청에서 3,923명으로 조사되었다. 본관은 태인(泰仁), 해주(海州) 2본이다.
태인 경씨(泰仁 景氏)의 중시조 경차(景磋)가 고려조에서 지추밀원사(知樞密院事)를 지내고 문하시중평장사(門下侍中平章事)에 올라  태산군(泰山郡)에 봉해졌다고 한다. 2세손 경설정(景洩淨)의 장자 경상조(景祥祖)가 사공(司空)을 역임한 후 태인 경씨를 승계했고, 차자 경상록(景祥祿)이 좌복야(左僕射)를 지낸 후 해주 경씨(海州 景氏)로 분관하였다고 한다.
인물로는 대한민국 초대 정보통신부 장관을 역임한 경상현(景商鉉), 삼성종합화학 회장을 지낸 경주현(景周鉉), 영어 강사 경선식, 배우 경수진 등이 있다.

## 빛 경 耿
경(耿)씨는 《세종실록지리지》에 충청도 연기현(燕岐縣)의 토성으로 기록되어 있다.
경(耿)씨는 2015년 대한민국 통계청 인구조사에서 5명으로 조사되었다.

## 서울 경 京
경(京)씨는 2015년 대한민국 통계청 인구조사에서 18명으로 조사되었다. 본관은 황간 7명, 금화 6명, 기타 5명이다.